# Live 8 Tokyo
Il 2 luglio 2005, uno dei concerti del Live 8 si è tenuto al Makuhari Messe, di Chiba, presso Tokyo in Giappone.
L'evento è indicato anche come "Live 8 Tokyo" o "Live 8 Japan".
È stato un concerto minore in confronto agli altri. Il Live 8 di Tokyo è stato il primo a partire e l'unica nazione asiatica a partecipare.

## Artisti in ordine di apparizione
- Rize
- McFly¹ - "I've Got You", "That Girl", "I'll Be OK", "All About You", "5 Colours In Her Hair", "Obviously"
- Good Charlotte - "Lifestyles of the Rich and Famous", "The Anthem", "We Believe"
- Dreams Come True - "Mascara Matsuge (Mascara Eyelashes)", "Asahi no Senrei (Morning Baptism)", "Olá! Vitória!", "Nando demo", "Love Love Love (versione inglese)"
- Do As Infinity - "For the future", "Tooku Made", "TAO", "Need Your Love", "Boukensha Tachi", "Honjitsu wa Seiten Nari"
- Def Tech
- Björk - "Pagan Poetry", "All Is Full of Love", "Desired Constellation", "Jóga", "Hyper-ballad", "Generous Palmstroke", "Bachelorette", "It's in Our Hands"

¹ si sono esibiti anche al Live 8 Edimburgo il 6 luglio 2005.